# Ars-Laquenexy
Ars-Laquenexy là một xã trong tỉnh Moselle, vùng Grand Est đông bắc nước Pháp.